# Santuario di Nostra Signora della Misericordia (Savona)
Il santuario di Nostra Signora della Misericordia è un santuario mariano che sorge in località Santuario del comune di Savona, frazione di Savona. Custodisce importanti opere barocche di Borgianni, Domenichino, Bernardo Castello e un altare del Bernini.
La frazione è cresciuta intorno alla basilica eretta sul luogo dell'apparizione di Nostra Signora della Misericordia ad Antonio Botta, un contadino nativo della valle di San Bernardo, avvenuta secondo la tradizione nel 1536.

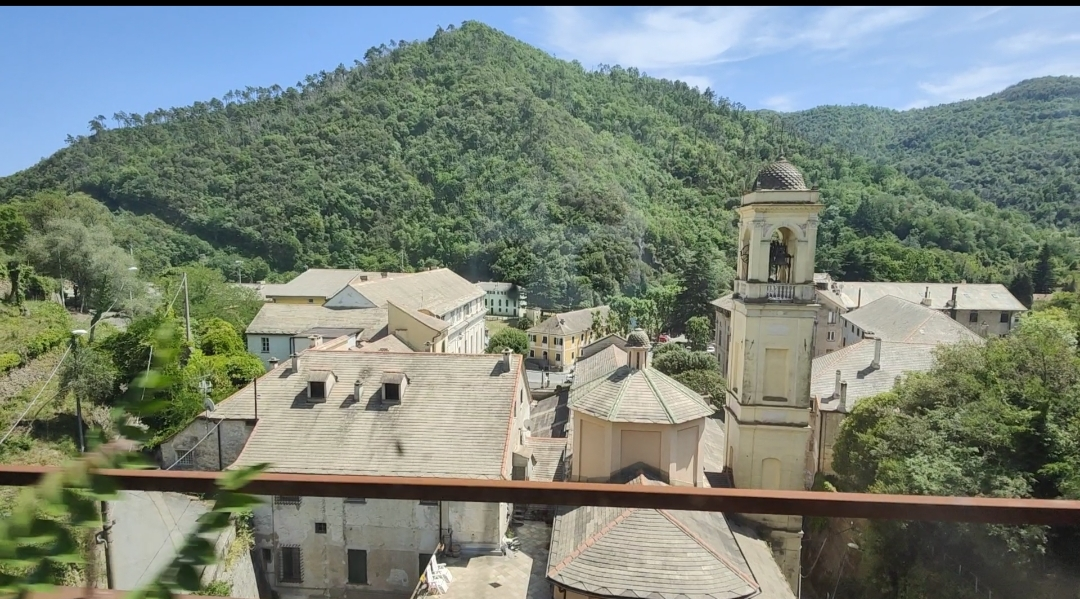
Il Santuario e il suo complesso visto dalla linea ferroviaria. La stazione della frazione dista 300 mt.

## Storia

### Le apparizioni mariane
La nascita del santuario è legata a un'apparizione mariana avvenuta secondo la tradizione la mattina del 18 marzo del 1536. Antonio Botta, contadino nativo della valle di San Bernardo, dove si trova l'omonima parrocchia, avrebbe visto la Vergine Maria, vestita di bianco e attorniata da una luce abbagliante, apparire nei pressi di un ruscello, alla confluenza del torrente Letimbro, su una pietra del corso d'acqua. Il Botta riferì che la Madonna gli aveva chiesto di recarsi dal suo confessore, di comunicarsi e, tramite quest'ultimo, di esortare il popolo a fare lo stesso; la Vergine gli avrebbe chiesto inoltre di ritornare nello stesso luogo dopo quattro sabati, poiché altri messaggi dovevano essere comunicati alla curia e al popolo di Savona.

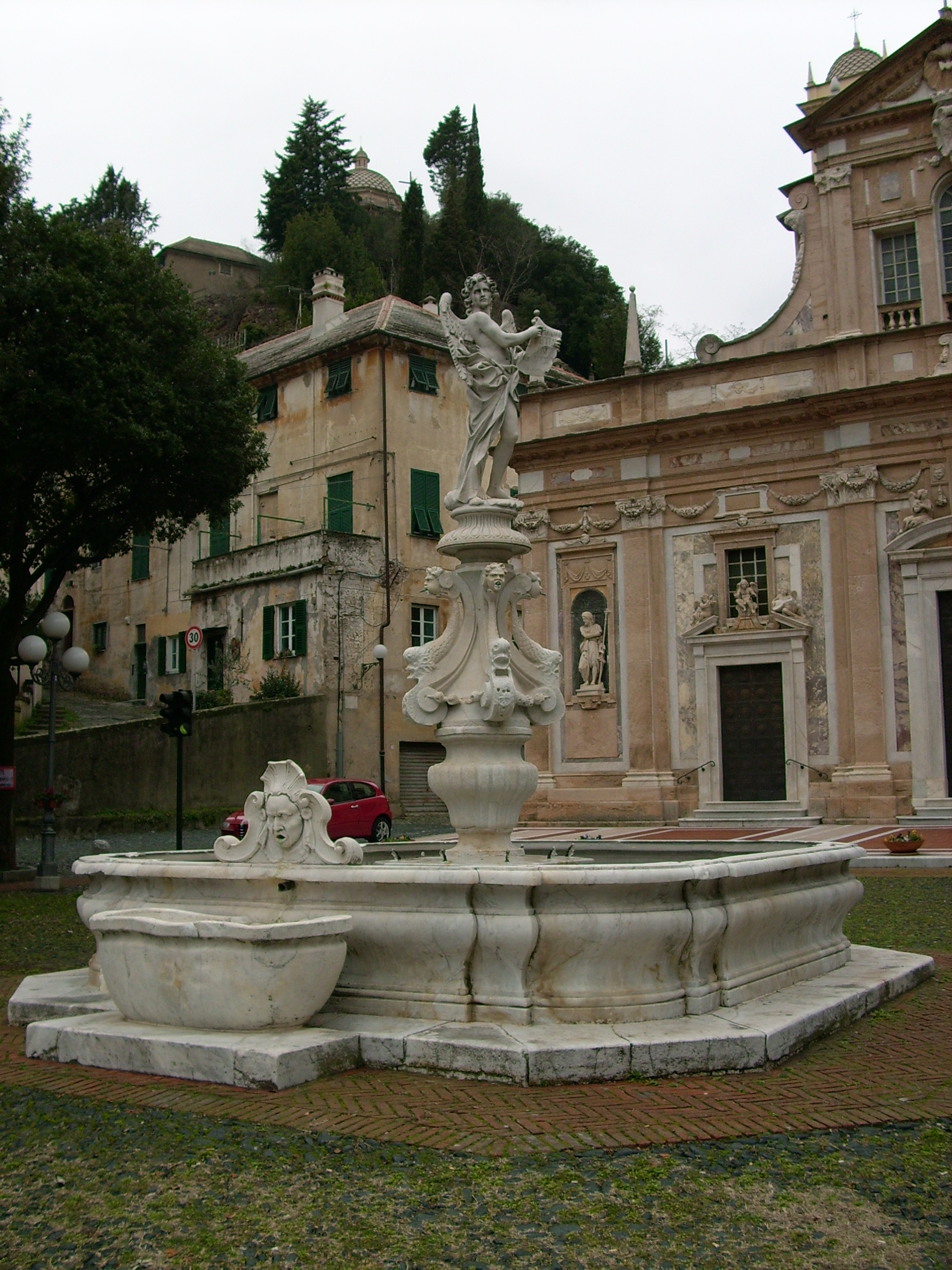
La fontana del 1708 dello scultore Giacomo Antonio Ponsonelli antistante il santuario.

Il Botta si recò subito a Savona e comunicò al vescovo della locale diocesi, monsignor Bartolomeo Zabrera, le richieste ricevute. Fu creduto dalla curia e il popolo savonese accolse il messaggio mariano.
Diversa fu la reazione delle autorità civili, in particolare del podestà genovese Baldassarre Doria, reggente il feudo di Savona per conto della Repubblica di Genova. Quest'ultimo, temendo una possibile rivolta anti-genovese in nome della fede, convocò il contadino al castello per un interrogatorio sui fatti accaduti. Una leggenda racconta che durante il colloquio tra le autorità e Antonio Botta alcuni pescatori, al largo di Savona, videro sopra la cattedrale e il castello tre fiammelle alte nel cielo.
La seconda apparizione della Madonna sarebbe avvenuta, come promesso, il quarto sabato dal primo evento, 8 aprile 1536, vigilia della Domenica delle Palme. Antonio Botta riferì di aver visto, dopo la preghiera, la Vergine sempre vestita di bianco e circondata di luce abbagliante, con una corona d'oro sul capo, nello stesso punto della prima apparizione; il contadino la descrisse con le mani tese verso il basso e allargate in un gesto di misericordia. La Madonna avrebbe chiesto tre sabati di digiuno e tre processioni in onore di Suo Figlio Gesù, in riparazione dei peccati commessi, con la partecipazione della popolazione e in special modo di tutti i religiosi e della Confraternita dei Disciplinanti; la Vergine Maria avrebbe anche elogiato l'operato di tali confraternite nell'opera di divulgazione della parola di Dio. Dopo aver esortato all'osservanza della fede, la Madonna sarebbe scomparsa dicendo Misericordia e non giustizia.
La Vergine Madre sarebbe in seguito di nuovo apparsa ai savonesi in processione, per chiedere la costruzione di un santuario e di una cappella, «dove successivamente ella compartisse le sue misericordie alli bisognosi», e in cui «volle essere rappresentata in atto supplichevole e con le braccia aperte, e gli occhi alzati al Cielo», per invitare tutti a unirsi alla preghiera di supplica che «ella avanti al trono di Dio, sta sempre porgendo per nostro aiuto». Vicino al santuario fu costruito un "Hospitale" per dare assistenza a orfani, infermi e bisognosi.

### L'edificazione della chiesa
La notizia dell'apparizione mariana nella valle del Letimbro fece ben presto affluire sul luogo dell'evento un numero sempre crescente di pellegrini e credenti, tanto che fu costituita un'apposita commissione tra i cittadini per regolarne l'afflusso. Le cospicue somme di elemosine, offerte dai pellegrini in visita, accrebbero la necessità di edificare in loco un edificio o luogo di culto per accogliere i sempre più numerosi fedeli.
Il primo progetto, un oratorio, fu ben presto approvato da monsignor Bartolomeo Chiabrera il 21 aprile del 1536, ma si optò per la costruzione di un'opera maggiore, un santuario con annesso un ospizio per i poveri. Il nuovo progetto fu quindi deliberato dal consiglio cittadino di Savona e dal cardinale Orazio Spinola il 24 luglio, e già l'11 agosto dello stesso anno si diede il via al nuovo edificio di culto nella valle del Letimbro.
Nello stesso periodo la comunità comunale savonese decretò il 18 marzo, giorno della prima apparizione mariana ad Antonio Botta, data festiva e l'intenzione di compiere annualmente in tale occasione una processione votiva al santuario che, dopo quattro anni di intenso lavoro, si presentava nel 1540 già pronto nella sua struttura muraria.
Il 17 maggio 2008 il santuario ha ricevuto la visita di papa Benedetto XVI, in occasione del viaggio pastorale del pontefice a Savona e Genova. L'ultimo pontefice che aveva sostato presso il santuario era stato Pio VII nel 1815: in tale occasione aveva incoronato l'effigie di Nostra Signora della Misericordia, patrona di Savona. Papa Benedetto XVI ha invece insignito il santuario dell'onorificenza della Rosa d'oro, la seconda in Italia dopo il santuario di Loreto, insignita dal pontefice Giovanni Paolo II.

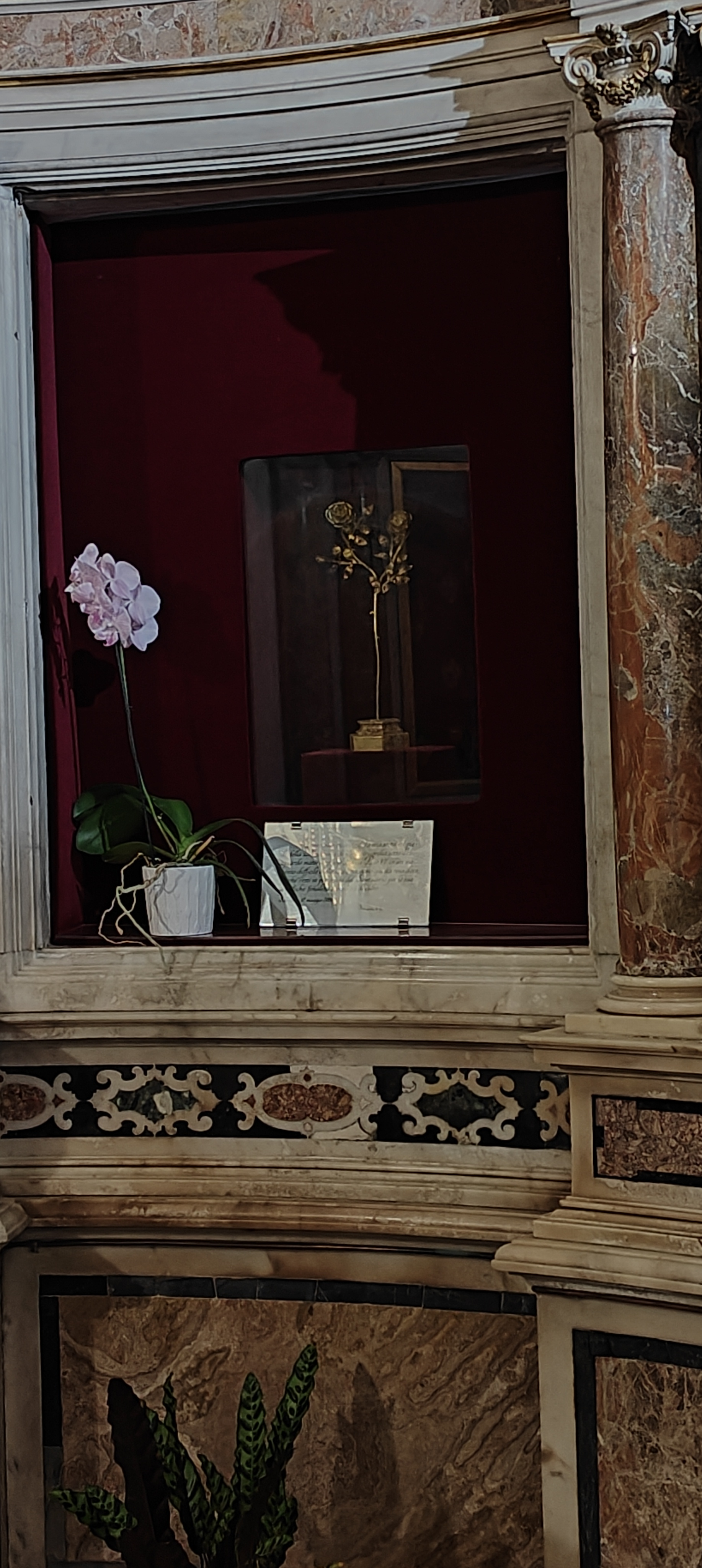
Cripta, onorificenza Rosa d'oro del 2008 con dedica di Benedetto XVI

## La struttura

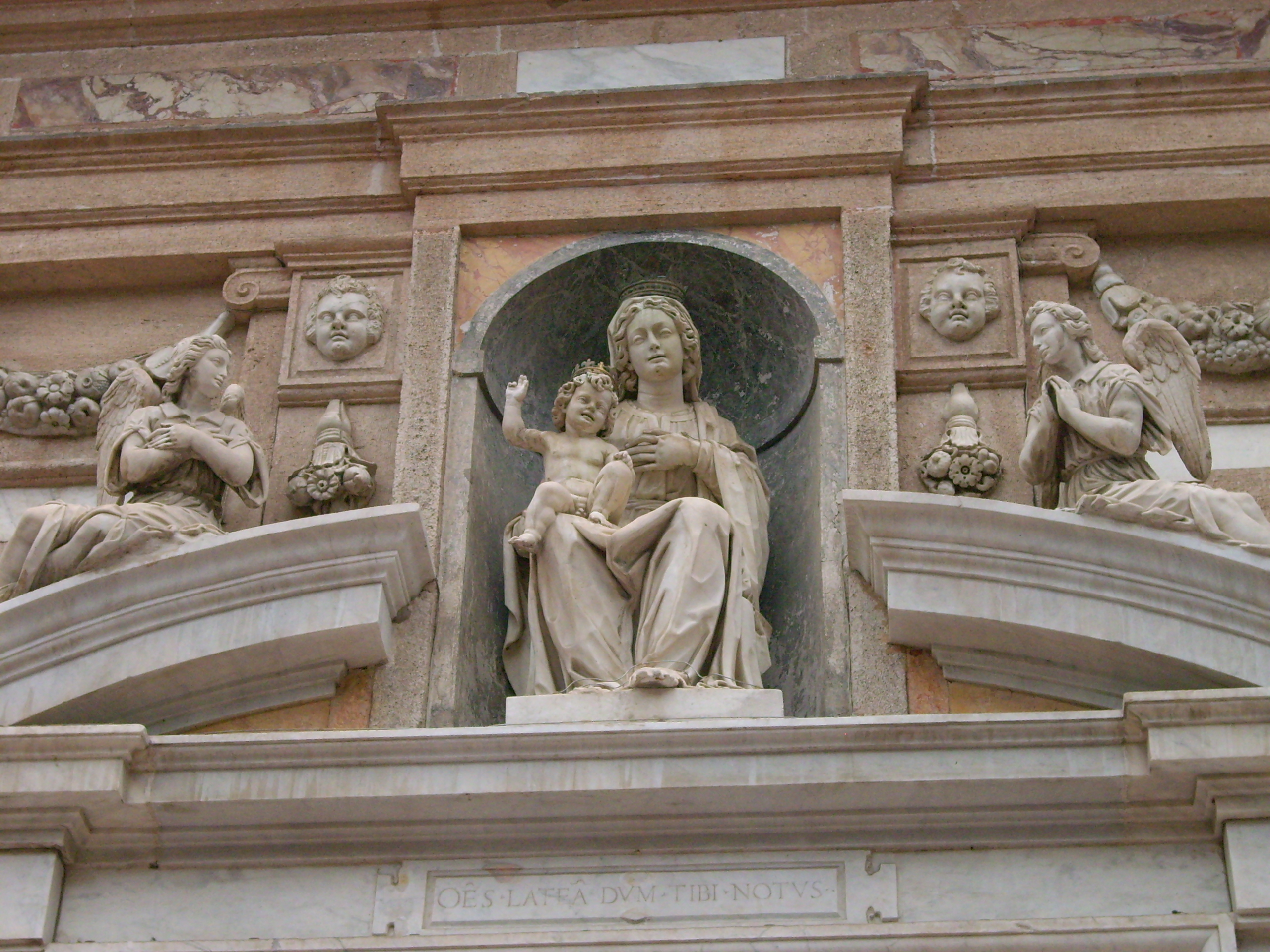
Particolare delle statue presenti sul portale d'ingresso

La chiesa del santuario, costruita nel 1536 su disegno dell'architetto Pace Antonino Sormano da Osteno, è un tipico esempio di manierismo genovese. La sua struttura è costruita su tre livelli (navata, cripta e presbiterio), pare in ricordo della cattedrale romanica, che sorgeva in luogo del Priamar, distrutta dai Genovesi per lasciar spazio alla costruzione della fortezza rinascimentale. La facciata, a tre porte, in pietra del Finale, è opera di Taddeo Carlone di Rovio di Lugano. In tre nicchie sono collocate le statue di san Giovanni Battista, di san Giovanni apostolo ed evangelista e della Vergine.
Sul piazzale antistante la chiesa è collocata una fontana di Giacomo Antonio Ponsonelli del 1708. Attorno al santuario nel tempo sono stati edificati ospizi per anziani ed orfanotrofi, molti dei quali funzionanti fino alla seconda metà del Novecento (resta un ospizio per anziani).
Il santuario ha un Museo del tesoro, dove si possono ammirare ex voto di varie epoche, paramenti e oggetti sacri, tra cui un Reliquiario della Croce di argento dorato dell'orafo settecentesco torinese Vincenzo Belli.

### Le tre navate

#### Navata centrale

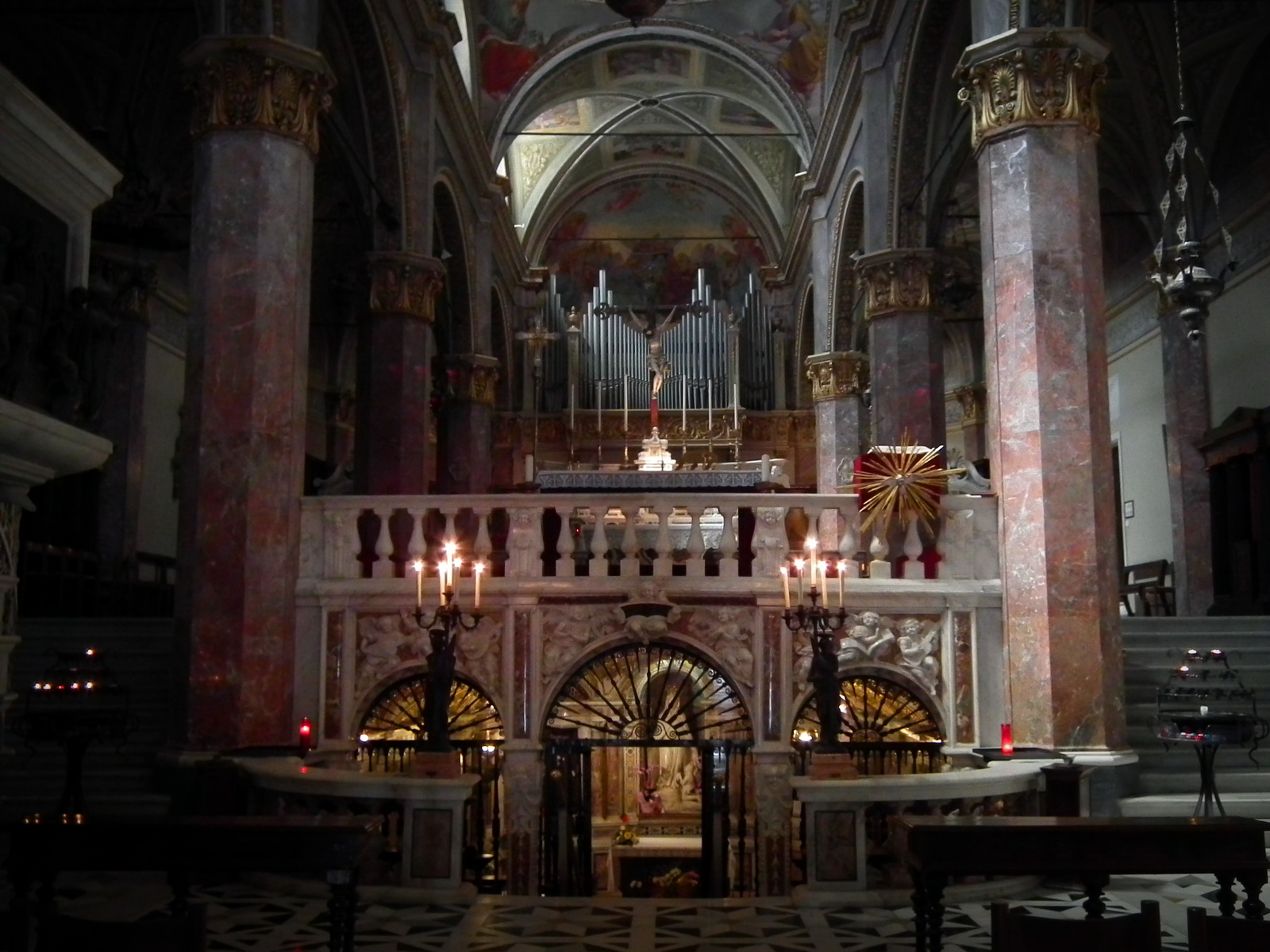
Navata centrale

Gli affreschi che adornano la volta, databili al XVII secolo, sono opera del pittore Bernardo Castello raffiguranti scene ed episodi tratti dal vangelo, così come sono opera dello stesso Castello i riquadri pittorici della cupola che si apre sul presbiterio e l'affresco sopra la porta d'ingresso della navata.
Dello scultore Onorato Toso di Genova è il pulpito del 1915 costruito in occasione del primo centenario dell'incoronazione della statua raffigurante Nostra Signora della Misericordia ad opera di papa Pio VII nel 10 maggio 1815.
L'altare maggiore è opera molto probabilmente dello scultore Francesco Schiaffino e fu donato al santuario dai governatori della Pia Opera. Nella parte sinistra è inoltre posizionata la statua in marmo ritraente Giovanni Battista Veretta Bava e una lapide bronzea in memoria dell'incoronazione della statua di Nostra Signora della Misericordia.

#### Navata sinistra

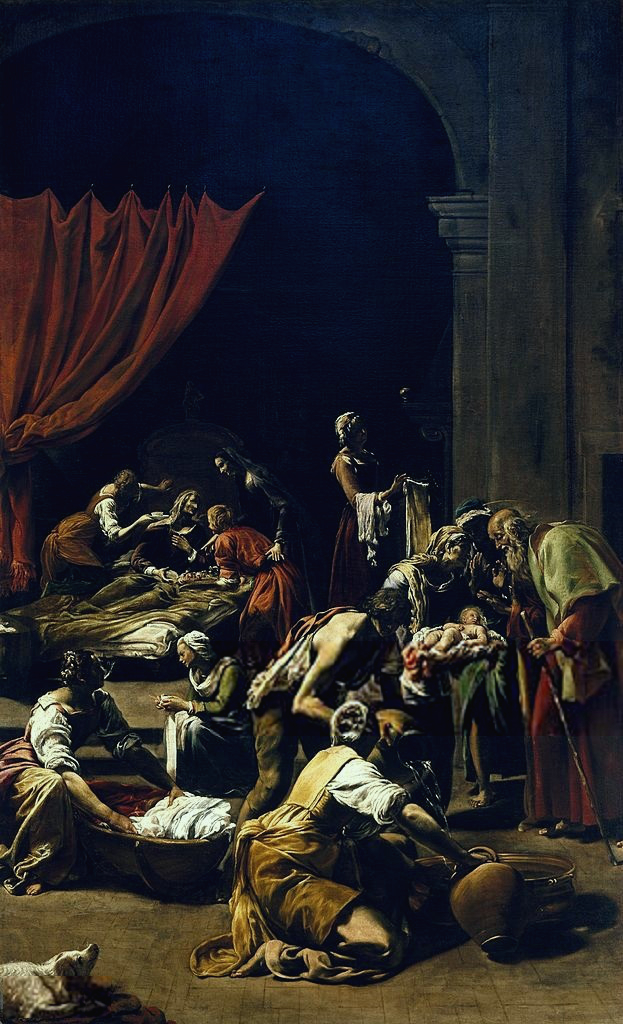
Orazio Borgianni, Natività della Vergine

La navata sinistra del santuario vede la presenza di quattro altari laterali. 
Il primo, intitolato alla Madonna della Neve, conserva una pala del 1610 del pittore Bernardo Castello, poggiante su una struttura del XVIII secolo e restaurata in seguito nel 1875 da Paolo Burnengo.
Il secondo altare, della Visitazione della Beata Vergine Maria, si presenta con una forma a parallelepipedo con due alti piedistalli decorati con raffigurazioni di palme, gigli e rose; al suo centro è collocato il bassorilievo marmoreo della Visitazione. Secondo alcune fonti locali l'altare fu concesso nel 1636 alla famiglia Siri di Savona, mentre l'opera marmorea del 1665 è da riferirsi al noto scultore Gian Lorenzo Bernini. Uno studio dello storico Nicolò Mezzana del 1938 già avvalorava tale ipotesi che fu poi confermata in un successivo approfondimento nel 1990 delle studiose Giulia Fusconi ed Eliana Mattiauda. Quindi fu il Bernini ad eseguire il disegno nel suo intero complesso ed egli stesso eseguì l'opera di scultura della parte architettonica; la realizzazione della pala fu poi completata dal suo allievo Matteo Bonarelli di Lucca
Un dipinto di Bernardo Castello, raffigurante il presepe, è invece conservato nel terzo altare laterale della navata. 
Del pittore Andrea Semino è opera la pala dell'Annunciazione di Maria nel quarto e ultimo altare.

#### Navata destra
Così come la parte sinistra anche la navata destra è costituita dalla presenza di quattro altari laterali in marmo. Il primo è intitolato all'Immacolata Concezione e conserva una pala del pittore Paolo Gerolamo Brusco di Savona, allievo della scuola pittorica genovese del Settecento. Ai piedi dell'altare trova spazio il sepolcro del contadino Antonio Botta a cui la Madonna apparve il 18 marzo e l'8 aprile del 1536.
Alla Natività della Vergine è invece dedicato il secondo altare della navata dove è presente la pala del pittore caravaggesco Orazio Borgianni di Roma; di Domenico Zampieri, più noto come il Domenichino, è la pala del terzo altare ritraente la Presentazione di Maria al tempio.  Le due opere sono considerate dagli storici dell'arte i maggiori capolavori conservati nel santuario savonese. 
Il quarto altare ospita la tela del pittore Giovanni Battista Paggi raffigurante la Crocifissione.

### La cripta e la statua

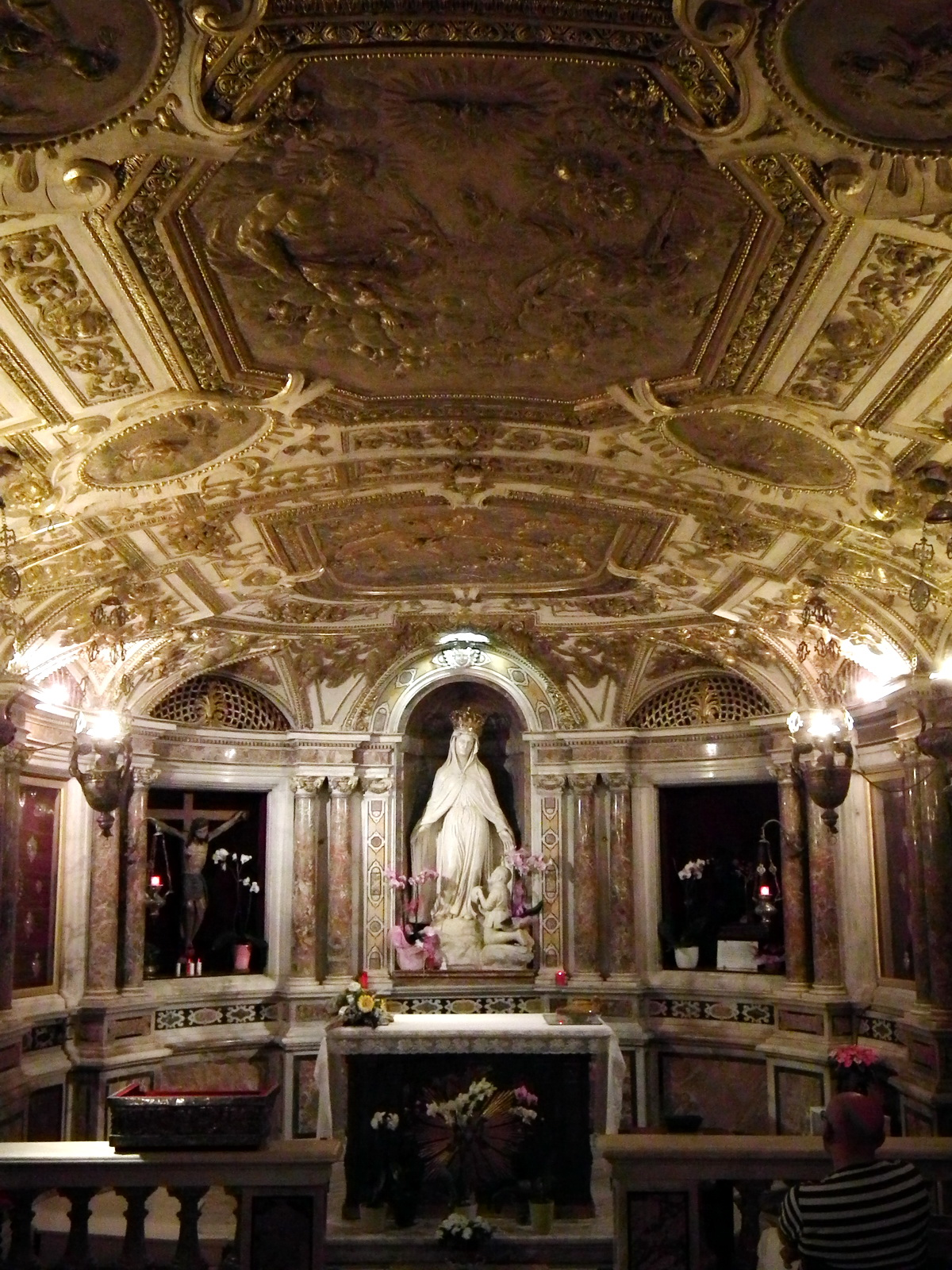
La cripta

Nella cripta si trova la statua della Madonna di Misericordia, incoronata dal papa Pio VII. Venne imprigionato da Napoleone e condotto a Savona in prigionia. Qui fece voto alla Madonna che in caso fosse stato liberato, sarebbe tornato nel santuario per incoronarla. Così avvenne, nel 1815 dopo essere stato liberato dalla sua prigionia savonese, iniziata nel 1809 e durata fino al 1814.
Considerata il "cuore spirituale" del santuario, la paternità dell'opera potrebbe essere attribuita al figlio dell'architetto Antonio Sormano, così come attestano i libri dell'amministrazione savonese dove si annota un contratto del 1557 per una somma di 160 lire. Altri studi attribuiscono a Giovanni Battista Orsolino e al figlio Giovanni la mano delle decorazioni interne della cripta composta da tre archi a tutto sesto.
Stucchi decorati in oro adornano la volta così come i pannelli raffiguranti la Santissima Trinità e la Madonna benedicente la comunità di Savona. Alla destra della statua è presente il tabernacolo, mentre a sinistra è collocato un crocifisso del XV secolo; nelle vetrine laterali sono esposti gli ex voto donati dai fedeli.
Qui si recò il pontefice Pio VII per l'incoronazione della statua in marmo di Nostra Signora della Misericordia il 10 maggio 1815 e dove, in occasione nella visita papale a Savona e Genova di papa Benedetto XVI del 17 maggio 2008, si è svolta la solenne cerimonia di conferimento dell'onorificenza della Rosa d'oro al santuario.
Il 29 giugno 2011, durante l'orario di apertura del santuario, sono state rubate due antiche lampade ad olio in argento poste ai lati della statua (visibili nella fotografia).
La statua marmorea, secondo alcuni studi, fu commissionata nel 1560 allo scultore lombardo Pietro Orsolino, padre di Giovanni Battista Orsolino, al quale viene attribuita la paternità degli Angeli cantori nel frontale della cripta.

### Il coro, la sagrestia e l'organo

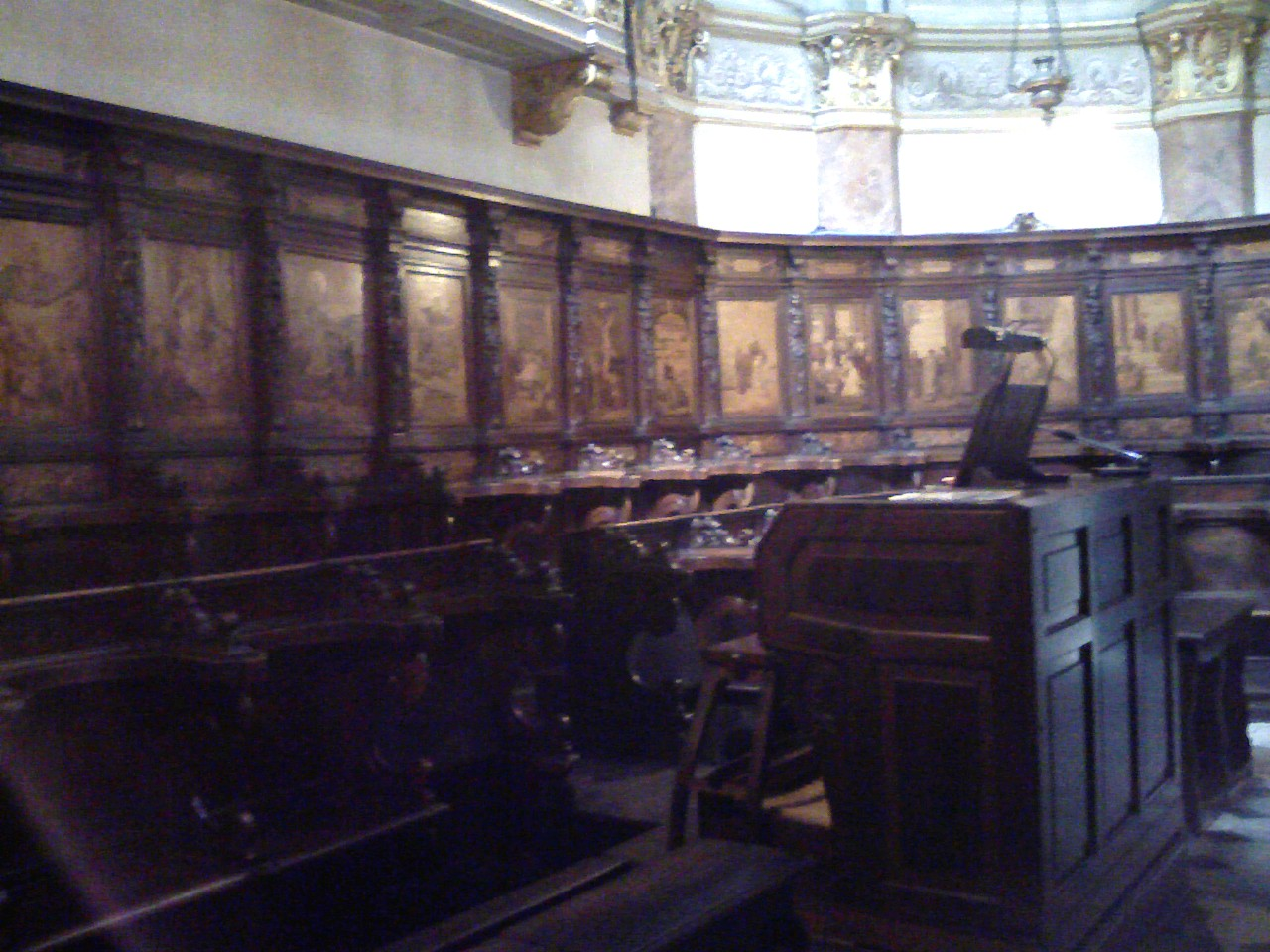
Il coro

La costruzione del coro con sedili e spalliere in legno intarsiato avvenne nel 1644, mentre le tarsie delle spalliere furono eseguite nella seconda metà del XIX secolo ad opera dei fratelli Vincenzo e Giuseppe Garassino di Savona. Un particolare della tarsia della spalliera centrale raffigura la scena biblica dell'Annunciazione di Maria, copia esatta del dipinto del pittore Giuseppe Agostino Ratti, mentre altre spalliere sono state decorate con la tecnica della pirografia. Del pittore Ignazio Scotto è attribuita la paternità della tarsia dietro l'altare maggiore raffigurante Lo sposalizio della Vergine tratto da un dipinto di Raffaello Sanzio.
Costruita nel 1643, la sagrestia è ubicata alla destra dell'altare maggiore in un piano rialzato sopra la cripta. Il grande armadio, facente parte di un notevole assembramento di mobili in legno di noce scolpito e intagliato, è opera del padre gesuita Orazio Grassi di Savona. Dello stesso periodo storico è risalente il leggio in mezzo alla sala.
Risalente al 1928 è l'organo della ditta Malvestio di Padova.Dispone di due manuali (Grand'Organo - Organo Espressivo), 25 registri reali più tutte le unioni gravi ed acute tra le tastiere e la pedaliera. Durante il completo restauro del 1982, a cura della ditta Corno di Bernate d'Arcore (MI) è stato modificato il sistema di trasmissione da pneumatico-tubolare in elettrico, sono stati ricostruiti i somieri, è stata smontata, pulita, intonata ed accordata tutta la parte fonica, è stata ricostruita la Consolle con l'installazione di una centralina elettronica per le combinazioni aggiustabili.
L'affresco, situato presso il catino dell'abside, è un'opera dello stesso periodo storico ed è attribuibile alla mano del pittore Eso Peluzzi e raffigurante angeli musicanti e cantori che inneggiano alla misericordia della Vergine.

## Legame con le confraternite
Poiché, nel messaggio al beato Botta, la Madonna menziona espressamente le Confraternite, lodando le loro pratiche di pietà, esse si sono sempre sentite legate al Santuario; e non si tratta affatto di un legame che interessa soltanto le confraternite della Liguria o del basso Piemonte: il 18 marzo 2009 è stato infatti eretto a Santuario Nazionale delle Confraternite da mons. Vittorio Lupi, Vescovo della diocesi di Savona-Noli, accogliendo la richiesta dei delegati CEI per le Confraternite.
Ogni anno, il 18 marzo, anniversario dell'apparizione, il Vescovo diocesano guida la processione fino alla basilica. Le confraternite - non solo della città, ma dell'intera diocesi - partecipano numerose, spesso portando anche i caratteristici crocifissi.
Per commemorare l'incoronazione della Madonna di Misericordia avvenuta ad opera di papa Pio VII nel 1815, le Confraternite savonesi organizzarono una solenne processione un secolo dopo, nel 1915. Nell'occasione dei 200 anni da tale evento, nel 2015, le confraternite organizzarono la stessa processione, che, partendo dal centro di Savona, si protrasse fino al Santuario.